# NYSIIS
Фонетичний код, відомий як NYSIIS, є фонетичним алгоритмом розробленим у 1970 році як частина ідентифікації та інформаційної системи штату Нью-Йорк (зараз частина штату Нью-Йорк відділу карного правосуддя Services). Він відрізняє підвищення точності 2,7% в порівнянні з традиційним алгоритмом Саундекс.

## Алгоритм
Алгоритм полягає у наступному:
1. Перетворюємо перші літери слова: MAC → MCC, К. М. → N, K → С, рН, PF → FF, SCH → SSS;
2. Перетворюємо останні букви слова : Є. Є. → Y, IE → Y, DT, RT, RD, NT, ND → D;
3. Перший символ в ключеві є першим символом слова;
4. Перекладаємо інші літери за правилами:

1. EV → AF інакше A, E, I, O, U → A
2. Q → G, Z → S, M → N
3. KN → N інакше K → C
4. SCH → SSS, PH → FF
5. H → Якщо попередній або наступний не є голосною, попередні.
6. W → Якщо попередні є голосною, А.
7. Додати потік до ключа, якщо потік не такий, як останній символ ключа.

1. Якщо останній символ S, видалити її.
2. Якщо попередні символи AY, замінити на Y.
3. Видалити останній символ
4. Додати ключ до слова, починаючи з 3 символу (перші символи обрізати)
5. Якщо довжина, більша ніж 6 символів, обрізати, по перші 6 символів. (Лише вони потрібні для справжніх NYSIIS, деякі версії використовувати повний радок)

## Дивіться Також
1. Метафон
2. Саундекс